# 24. březen
24. březen je 83. den roku podle gregoriánského kalendáře (84. v přestupném roce). Do konce roku zbývá 282 dní. Svátek má Gabriel.

## Události

### Česko
- 1775 – Selské povstání utrpělo velkou ránu, když byli u Prahy zajati vojskem jeho předáci, kteří jeli jednat se zemskou vládou o robotních povinnostech.
- 1913 – O velikonočních svátcích během lyžařského závodu na hřebenech Krkonoš tragicky zahynuli čeští sportovci Václav Vrbata a Bohumil Hanč.
- 1945
  - U obce Černíkovice havaroval americký bombardér B-17, známý jako "létající pevnost"
  - Začátek ostravské válečné operace v Hrabyni
- 1950 – Skupina pilotů při koordinovaném útěku za železnou oponu unesla tři obsazená letadla do Erdingu u Mnichova v západním Německu; nikdo nebyl zraněn.
- 1961 – Ukončen provoz úzkorozchodných tramvají mezi Mostem a Litvínovem.
- 1969 – Vyšla Krylova deska Bratříčku, zavírej vrátka, kterou nazpíval v Ostravském rozhlase.
- 1990 – I. řádný sjezd Křesťansko-demokratické strany. Její vedoucí představitelé až dosud vyvíjeli činnost v rámci Občanského fóra.
- 1997 – Český film režiséra Jana Svěráka Kolja (1996) získal Oscara v kategorii Nejlepší cizojazyčný film v rámci 69. ročníku udílení cen americké Akademie filmového umění a věd za rok 1996.
- 2005 – Novým předsedou Akademie věd České republiky byl zvolen ředitel Ústavu molekulární genetiky Václav Pačes.
- 2009 – Předseda ČSSD Jiří Paroubek za podpory KSČM a rebelujících poslanců Vlastimila Tlustého a Jana Schwippela svrhl vládu Mirka Topolánka.

### Svět
- 1401 – Turecko-mongolský vládce Timur vyplenil Damašek.
- 1603
  - Skotský král Jakub VI. se stal po smrti Alžběty I. anglickým králem Jakubem I. Vznikla takzvaná Unie korun v Anglii.
  - Tokugawa Iejasu získal od japonského císaře Go-Józei titul šoguna a založil ve městě Edo šógunát Tokugawa.
- 1664 – Roger Williams získal anglické povolení kolonizovat Rhode Island
- 1833 – Sasko přistoupilo k německému celnímu spolku.
- 1882 – Robert Koch oznámil objevení bakterie způsobující tuberkulózu.
- 1944 – Ze zajateckého tábora Stalag Luft III, v němž bylo vězněno 10 000 zajatců, poblíž města Zaháň se pokusilo o útěk 76 spojeneckých zajatců 110 m dlouhým hlubokým tunelem v hloubce 10 metrů.
- 1989 – U pobřeží Aljašky ztroskotal americký tanker Exxon Valdez, který způsobil ekologickou havárii. Do moře se vylilo 40 000 tun ropy.
- 1999
  - NATO zahájilo druhé bombardování Jugoslávie.
  - V silničním tunelu pod nejvyšším vrcholem Evropy Mont Blanc došlo k tragickému požáru, při němž zahynulo 39 lidí.
- 2005 – Protivládní demonstranti v hlavním městě Kyrgyzstánu Biškeku obsadili vládní budovy a svrhli vládu prezidenta Askara Akajeva.
- 2007 – V anglickém Wembley byl otevřen největší a nejdražší zastřešený fotbalový stadion na světě.
- 2015 – Ve francouzských Alpách havaroval letoun Airbus A320 se 150 lidmi na palubě. Zřícení letadla bylo úmyslným činem kopilota.

## Narození

### Česko

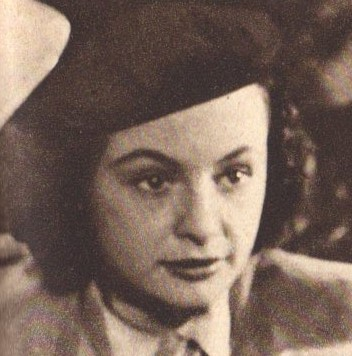
Irena Kačírková (* 1925)

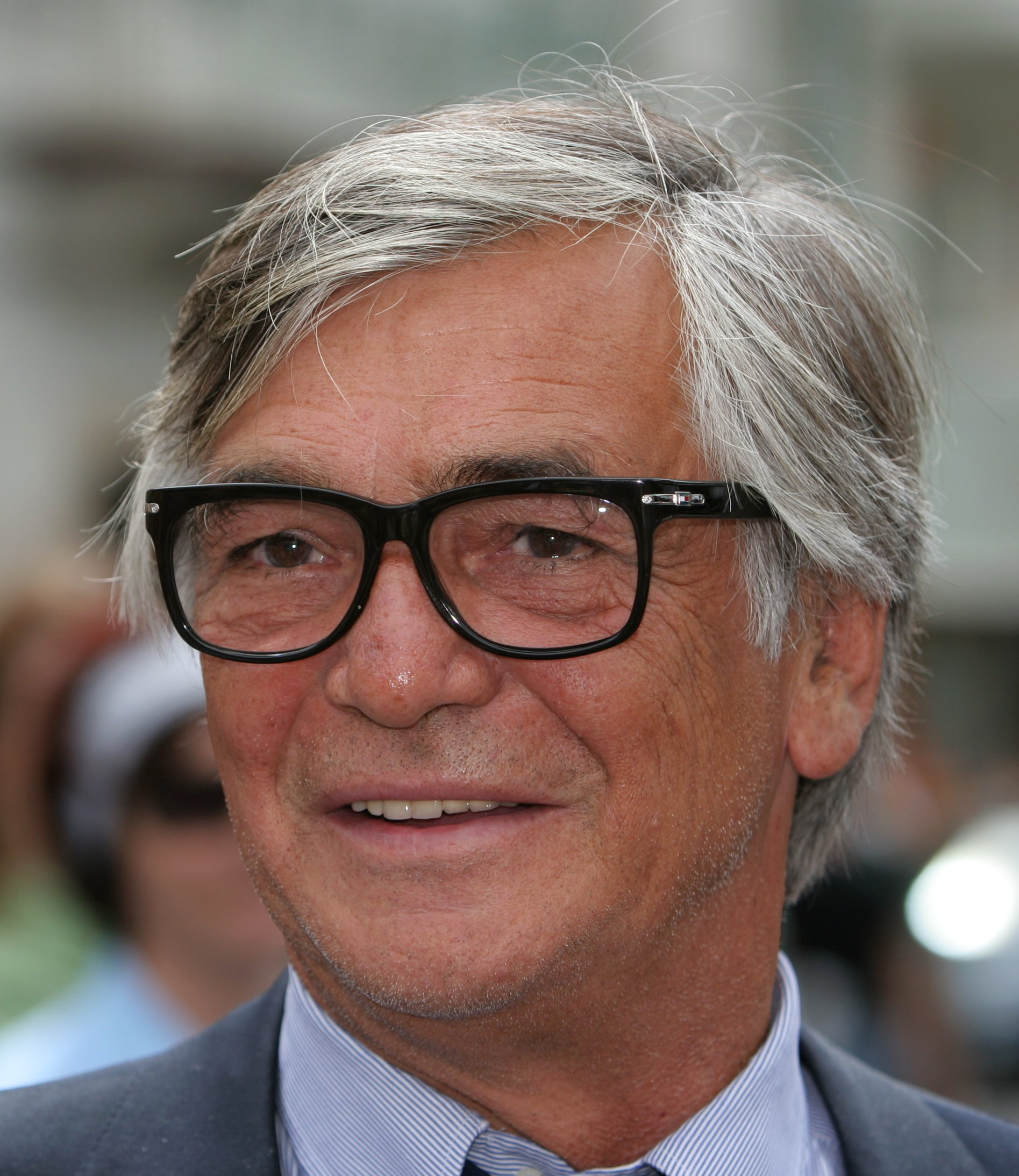
Jiří Bartoška (* 1947)

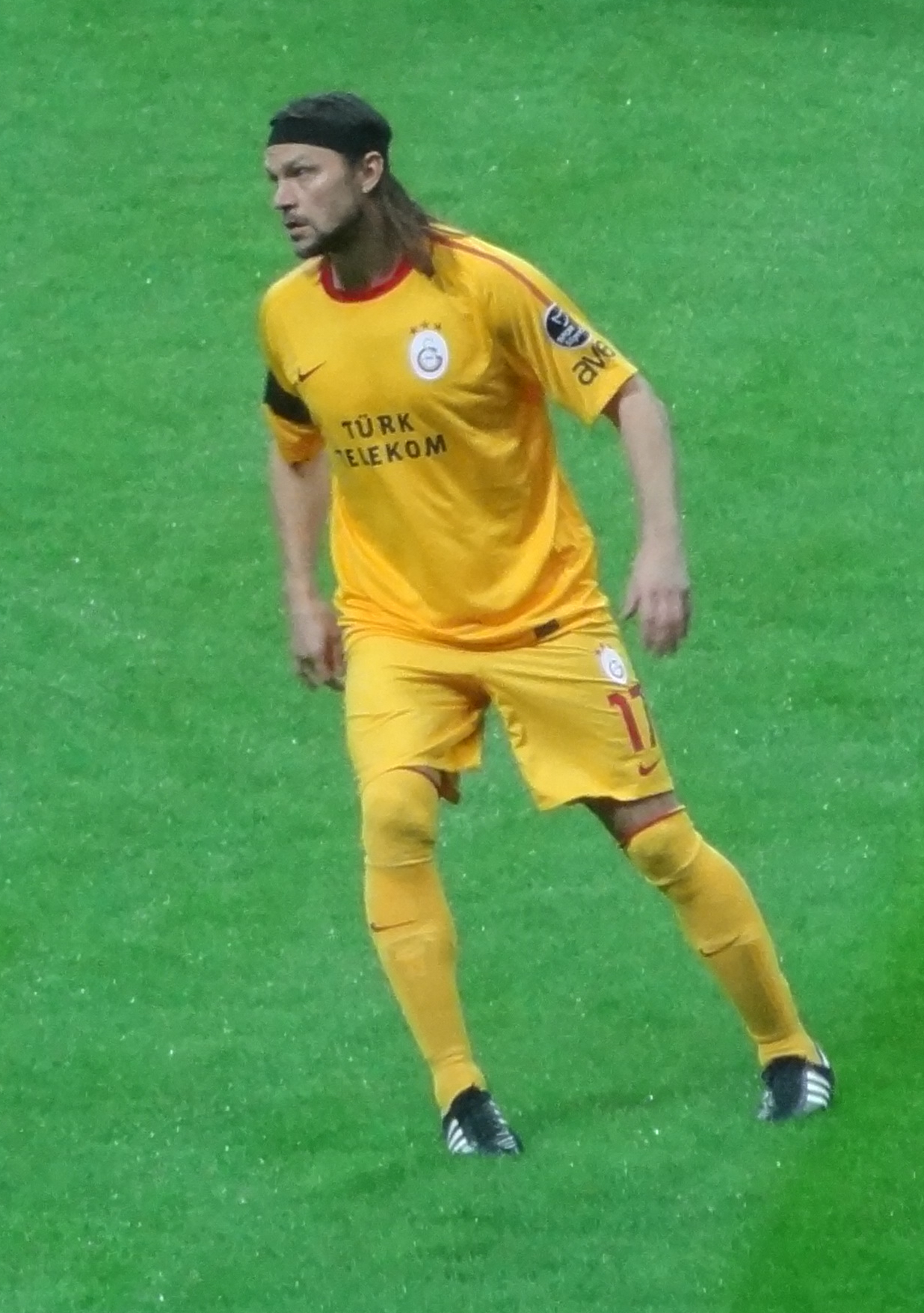
Tomáš Ujfaluši (* 1978)

- 1678 – Gottfried Daniel Wunschwitz, šlechtic a sběratel († 25. června 1741)
- 1698 – Jiří Antonín Heinz, barokní sochař († 22. května 1759)
- 1802 – Alois Josef Schrenk, pražský arcibiskup († 5. března 1849)
- 1824 – Josef Zelený, český malíř († 3. května 1886)
- 1830 – Vladislav Šír, lékař a přírodovědec († 24. dubna 1889)
- 1833 – Gabriel Žižka, podnikatel a vlastenecký činitel († 29. ledna 1889)
- 1839 – František Štolba, profesor chemické technologie a enzymologie, rektor ČVUT († 4. duben 1910)
- 1855 – Josef Jiránek, klavírista, hudební pedagog a skladatel († 9. ledna 1940)
- 1866 – Vladimír Helfert, český muzikolog († 18. května 1945)
- 1874 – Kamilla Neumannová, česká nakladatelka († 26. března 1956)
- 1892 – Marie Fischerová-Kvěchová, česká malířka a ilustrátorka († 2. června 1984)
- 1895 – Bohuslav Fuchs, architekt a urbanista († 18. září 1972)
- 1896 – František Tichý, český malíř († 7. října 1961)
- 1899 – Rudolf Antonín Dvorský, zpěvák a skladatel († 2. srpna 1966)
- 1900 – Bohumír Lifka, knihovník, bibliofil, heraldik a archivář († 24. listopadu 1987)
- 1901 – Josef Pfitzner, český historik a válečný zločinec německé národnosti († 6. září 1945)
- 1908 – Gill Sedláčková, česká spisovatelka, filmařka a herečka († 24. dubna 1978)
- 1910 – Raoul Schránil, český herec († 20. září 1998)
- 1913 – František Schwarzenberg, diplomat († 9. března 1992)
- 1914 – Jaromír Bělič, jazykovědec († 6. prosince 1977)
- 1919 – Jaromír Wolf, horolezec, expediční lékař, skaut († 29. dubna 1990)
- 1921 – Marie Kudeříková, studentka († 26. března 1943)
- 1922 – Oldřich Švestka, komunistický novinář a politik († 8. června 1983)
- 1923
  - Milan Pavlík, filmový scenárista a dramatik
  - Běla Kolářová, fotografka († 12. dubna 2010)
- 1925
  - Svatopluk Potáč, předseda Státní banky československé († 7. září 2014)
  - Irena Kačírková, herečka († 26. října 1985)
- 1929 – Pavel Trenský, česko-americký teatrolog, filolog a pedagog († 10. března 2013)
- 1932
  - František Janula, český malíř
  - Jiří Morava, český literární historik, básník a prozaik († 4. června 2012)
  - Václav Zítek, český operní pěvec – barytonista († 20. prosince 2011)
- 1933 – Jiří Klobouk, spisovatel
- 1934
  - Jaroslav Mazáč, básník († 28. dubna 2006)
  - Zdeněk Herman, fyzikální chemik
- 1939 – Petr Dudešek, hudebník, sbormistr, skladatel, scenárista a zpěvák
- 1941 – Jiří Horáček, český virolog a mikrobiolog († 28. března 2010)
- 1942 – Jaroslava Jehličková, mistryně Evropy v běhu na 1500 metrů
- 1943 – Jan Filipský, český indolog a překladatel
- 1947 – Jiří Bartoška, herec a ředitel filmového festivalu († 8. května 2025)
- 1951 – Lenka Procházková, česká prozaička
- 1970
  - Lukáš Pollert, kanoista a lékař
  - Martin Dolenský, český herec, rešisér a scenárista († 6. dubna 2017)
  - Jan Blatný, český lékař, vysokoškolský pedagog, politik a ministr zdravotnictví České republiky
- 1973 – David Moravec, lední hokejista
- 1978 – Tomáš Ujfaluši, fotbalista
- 1978- Miroslav Vepřek, slavista
- 1979 – Anna Polívková, herečka
- 1982 – Diana Kobzanová, modelka, moderátorka a Miss České republiky v roce 2001
- 1990 – Milan Peroutka, herec a zpěvák
- 1992 – Denisa Domanská, modelka, Česká Miss World 2011

### Svět

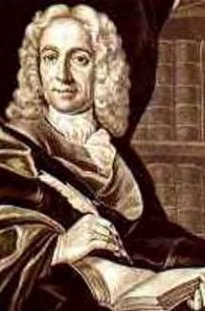
Matej Bel (* 1684)

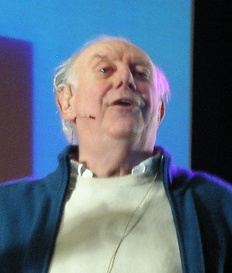
Dario Fo (* 1926)

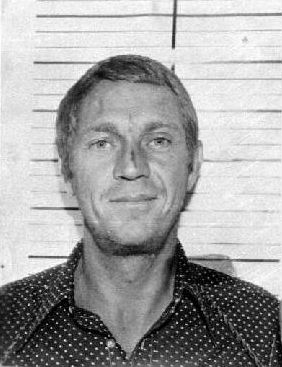
Steve McQueen (* 1930)

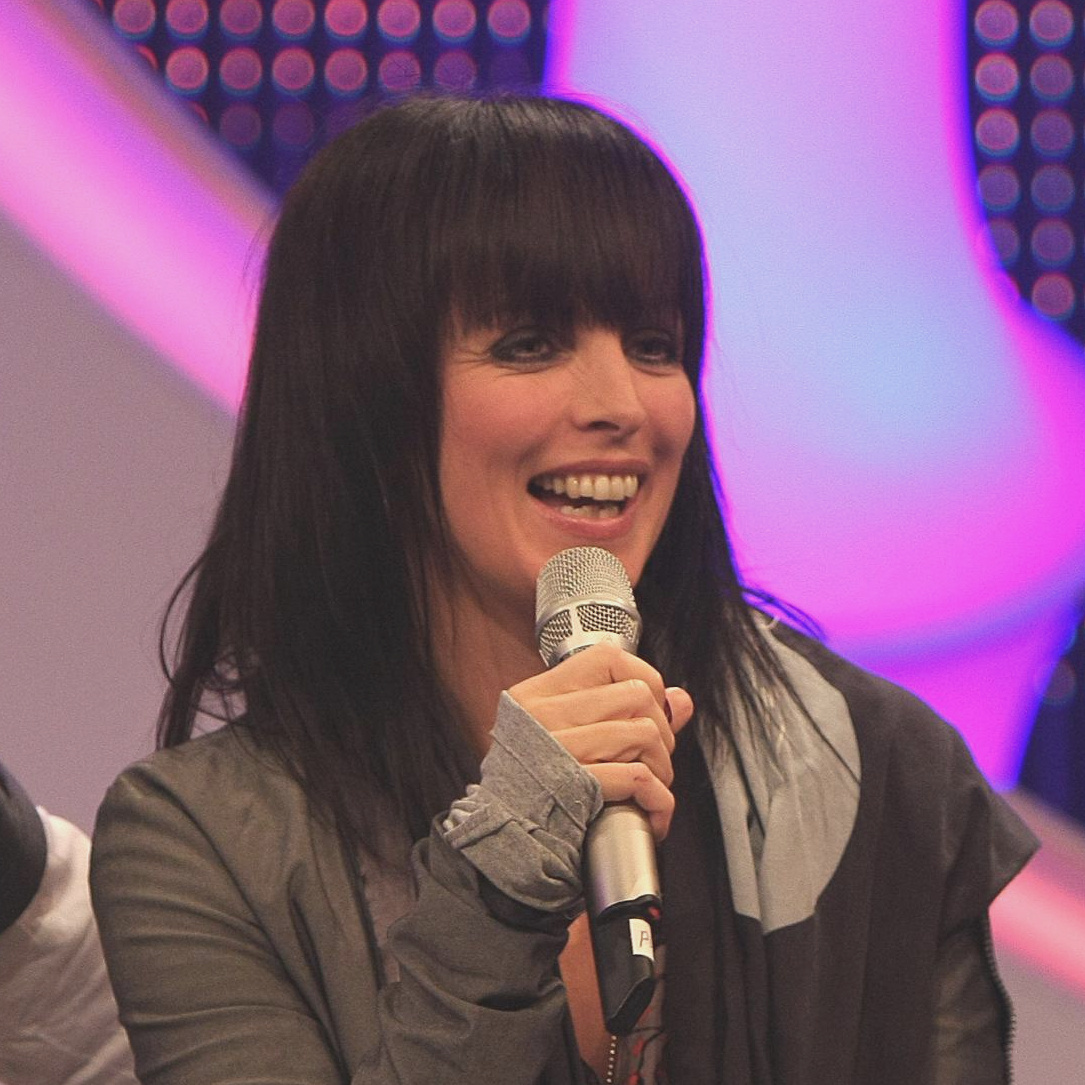
Nena (* 1960)

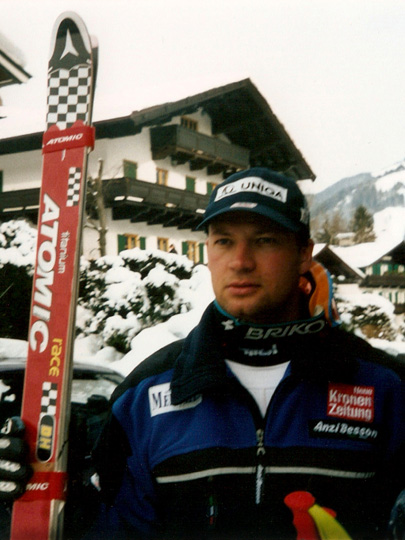
Stephan Eberharter (* 1969)

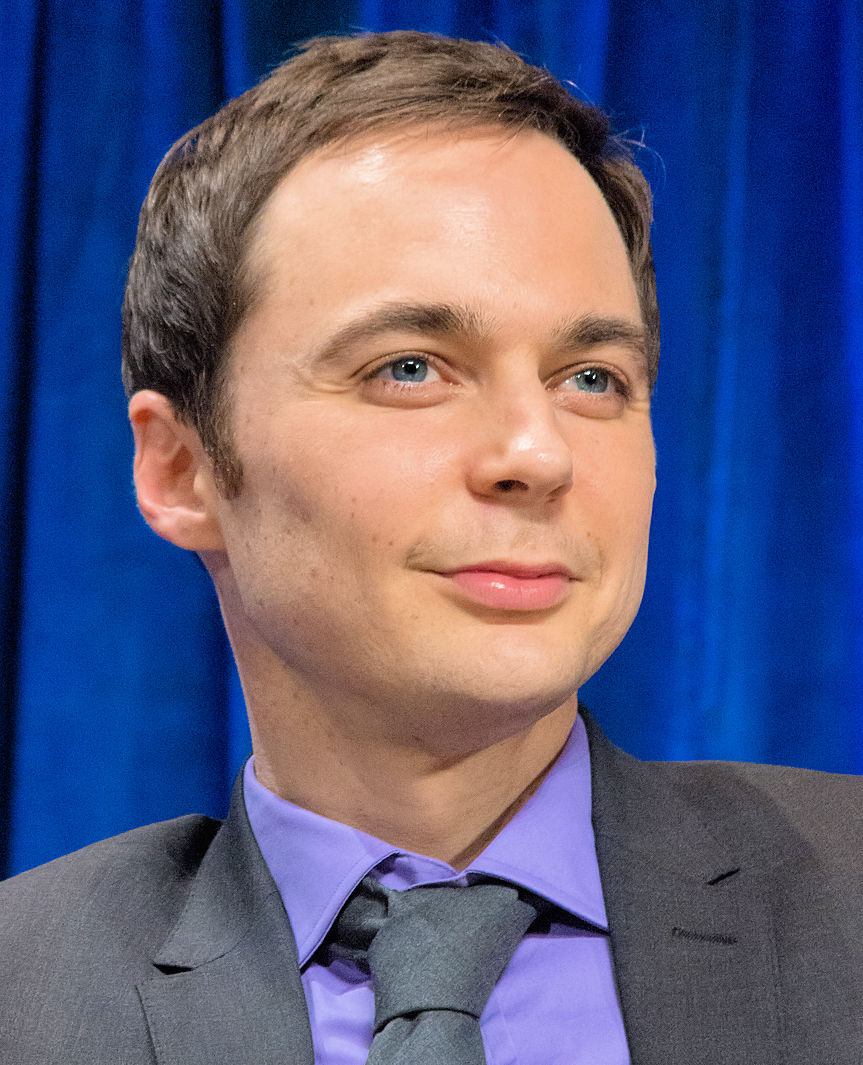
Jim Parsons (* 1973)

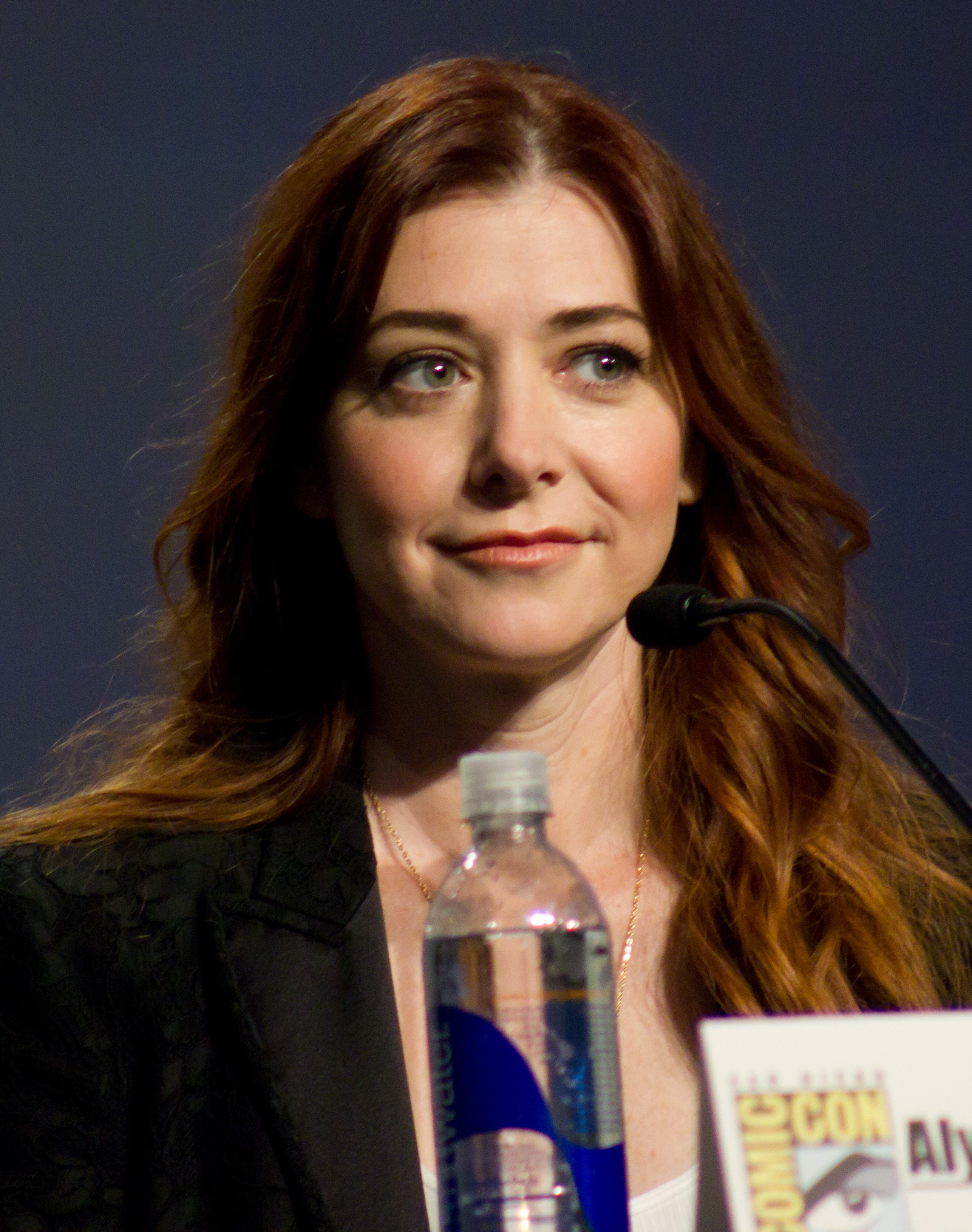
Alyson Hanniganová (* 1974)

- 1188 – Ferdinand Portugalský, flanderský hrabě († 29. července 1233)
- 1494 – Georgius Agricola, německý učenec († 1555)
- 1607 – Michiel de Ruyter, holandský admirál, účastník námořních bojů mezi Angličany a Nizozemci († 29. dubna 1676)
- 1628 – Žofie Amálie Brunšvická, dánská královna († 20. února 1685)
- 1684 – Matej Bel, slovenský polyhistor, encyklopedista, filozof, spisovatel, pedagog, evangelický kazatel, průkopník slovenského osvícenství († 1749)
- 1693 – John Harrison, anglický hodinář a vynálezce († 24. března 1776)
- 1698 – Erik Pontoppidan, dánský historik, teolog a ornitolog († 20. prosince 1764)
- 1699 – Johann Adolf Hasse, německo-italský hudební skladatel († 16. prosince 1783)
- 1732 – Gian Francesco de Majo, italský skladatel († 17. listopadu 1770)
- 1734 – Lady Diana Beauclerk, anglická šlechtična z rodu Spencerů († 1. srpna 1808)
- 1778
  - Anton von Gapp, rakouský profesor práv († 1. dubna 1862)
  - Sophie Blanchard, francouzská pilotka balónu († 7. července 1819)
- 1785 – Ján Hollý, slovenský katolický kněz, básník a překladatel († 1849)
- 1796 – Friedrich Adolph Haage, německý botanik a zahradník († 20. září 1866)
- 1797 – Antonio Rosmini Serbati, italský filosof, teolog a politik († 1. července 1855)
- 1809
  - Joseph Liouville, francouzský matematik († 8. září 1882)
  - Mariano José de Larra, španělský romantický prozaik († 13. února 1837)
- 1817 – Aimé Maillart, francouzský hudební skladatel († 26. května 1871)
- 1820 – Alexandre Edmond Becquerel, francouzský fyzik († 11. května 1891)
- 1830 – Hermann Hüffer, německý právník a historik († 15. března 1905)
- 1834 – William Morris, anglický textilní výtvarník a spisovatel († 3. října 1896)
- 1835 – Jožef Stefan, slovinský fyzik, matematik a básník († 7. ledna 1893)
- 1837 – Filip Belgický, druhorozený syn belgického krále Leopolda I. († 17. listopadu 1905)
- 1843
  - Marie Anunciáta Neapolsko-Sicilská, arcivévodkyně rakouská († 4. května 1871)
  - Petko Karavelov, bulharský politik († 24. ledna 1903)
- 1844 – Camille Lemonnier, belgický spisovatel († 13. června 1913)
- 1853 – Seweryn Kniaziołucki, předlitavský státní úředník a politik († 24. února 1913)
- 1855 – Andrew Mellon, americký politik, bankéř a mecenáš umění († 26. srpna 1937)
- 1857 – Timothee Adamowski, polský violoncellista, dirigent a hudební skladatel († 18. dubna 1943)
- 1861 – Richard Weiskirchner, ministr obchodu Předlitavska († 30. dubna 1926)
- 1874
  - Luigi Einaudi, prezident Itálie († 30. října 1961)
  - Harry Houdini, americký kouzelník († 31. října 1926)
- 1876 – Ioannis Georgiadis, řecký šermíř, olympijský vítěz († 20. března 1960)
- 1877 – René Lorin, francouzský inženýr, vynálezce náporového motoru († 16. ledna 1933)
- 1884
  - Philipp Frank, rakouský teoretický fyzik, matematik a filosof († 21. července 1966)
  - Petrus Josephus Wilhelmus Debye, nizozemský fyzik a teoretický chemik, nositel Nobelovy ceny († 1966)
- 1885
  - Charles Daniels, americký plavec, čtyřnásobný olympijský vítěz v letech 1904–1908 († 8. srpna 1973)
  - Juozas Balčikonis, litevský lexikograf († 5. února 1969)
- 1886 – Edward Weston, americký fotograf († 1958)
- 1887 – Roscoe Arbuckle, americký herec († 29. června 1933)
- 1889 – Albert Hill, britský běžec na střední tratě, dvojnásobný olympijský vítěz († 8. ledna 1969)
- 1891 – Sergej Vavilov, ruský fyzik a prezident Akademie věd SSSR († 25. ledna 1951)
- 1893 – Walter Baade, německo-americký astronom († 1960)
- 1897 – Wilhelm Reich, rakousko-americký psychiatr († 3. listopadu 1957)
- 1901
  - Sydney Atkinson, jihoafrický olympijský vítěz v běhu na 110 metrů překážek z roku 1928 († 31. srpna 1977)
  - Ub Iwerks, americký filmový animátor († 7. července 1971)
- 1903 – Adolf Butenandt, německý biochemik († 18. ledna 1995)
- 1907 – Arso Jovanović, černohorský partyzán a politik († 12. srpna 1948)
- 1909
  - Clyde Barrow, Bonnie a Clyde, známi američtí zločinci († 23. května 1934)
  - Richard Wurmbrand, rumunský luteránský farář, spisovatel a teolog († 17. února 2001)
- 1910 – Adolph Malan, jihoafrický stíhací pilot RAF († 17. září 1963)
- 1911 – Joseph Barbera, americký animátor, režisér, kreslíř († 18. prosince 2006)
- 1913 – Malcolm Sheperd Knowles, americký teoretik vzdělávání dospělých († 27. listopadu 1997)
- 1917 – John Cowdery Kendrew, anglický biochemik, nositel Nobelovy ceny za chemii († 23. srpna 1997)
- 1919 – Lawrence Ferlinghetti, americký básník († 22. února 2021)
- 1921 – Vasilij Smyslov, sovětský šachista († 27. března 2010)
- 1923 – Dov Judkovski, izraelský novinář († 28. prosince 2010)
- 1926
  - Dario Fo, italský satirický dramatik, divadelní režisér, skladatel a výtvarník, nositel Nobelovy ceny († 13. října 2016)
  - Desmond Connell, irský kardinál († 21. února 2017)
  - William Porter, americký olympijský vítěz v běhu na 110 metrů překážek († 10. března 2000)
- 1927 – Martin Walser, německý spisovatel († 28. července 2023)
- 1930
  - David Dacko, první prezident Středoafrické republiky († 2003)
  - Steve McQueen, americký herec, režisér a producent († 1980)
- 1932 – Lodewijk van den Berg, americký astronaut
- 1935 – Mary Berry, britská spisovatelka a expertka na gastronomii
- 1936
  - László Szabó, maďarský herec
  - Kalaparusha Maurice McIntyre, americký saxofonista († 9. listopadu 2013)
  - David Suzuki, kanadský ekolog a aktivista
- 1938
  - David Irving, britský historik
  - Steve Kuhn, americký jazzový klavírista
  - Vojtech Majling, slovenský fotograf a sběratel lidové slovesnosti
- 1942 – Ján Zlocha, slovenský fotbalista, československý reprezentant († 1. července 2013)
- 1944 – Vojislav Koštunica, prezident Svazové republiky Jugoslávie
- 1945 – Robert T. Bakker, americký paleontolog
- 1947 – Svetlana Toma, moldavská herečka
- 1948 – Jerzy Kukuczka, polský horolezec († 1989)
- 1949 – Ruud Krol, nizozemský fotbalista a trenér
- 1953 – Sergej Starostin, ruský jazykovědec († 30. září 2005)
- 1954
  - Peter Collins, britský plochodrážní jezdec
  - Mikuláš Huba, slovenský geograf a politik
  - Hank Roberts, americký jazzový violoncellista
- 1957 – Scott Jay „Doc“ Horowitz, americký astronaut
- 1960
  - Nena, německá zpěvačka
  - Tono Stano, slovenský fotograf
- 1962 – Renee Rosnes, kanadská klavíristka
- 1963 – Dave Douglas, americký trumpetista a hudební skladatel
- 1965 – Marián Vajda, slovenský tenista a trenér
- 1970 – Sharon Corr, členka irské hudební skupiny The Corrs
- 1973 – Jim Parsons, americký herec
- 1974 – Alyson Hanniganová, americká herečka
- 1975 – Thomas Johansson, švédský tenista
- 1982 – Fourie du Preez, jihoafrický ragbista
- 1984 – Philipp Petzschner, německý tenista
- 1985 – Frederico Gil, portugalský tenista
- 1987
  - Ramires, brazilský fotbalista
  - Benjamin Savšek, slovinský vodní slalomář
- 1991 – Dalila Jakupovićová, slovinská tenistka
- 1995 – Sebastian Halenke, německý sportovní lezec
- 1999 – Katie Swanová, britská tenistka
- 2001
  - Clara Burelová, francouzská tenistka
  - William Saliba, francouzský fotbalista

## Úmrtí

### Česko
- 1673 – Jiří Konstanc, český kněz, spisovatel, pedagog a misionář (* 1607)
- 1683 – Jan Hartvík z Nostic, český šlechtic a politik (* 1610)
- 1810 – Josef Valentin Zlobický, právník, překladatel a jazykovědec (* 14. února 1743)
- 1812 – Ondřej Schweigl, barokně-klasicistní sochař, řezbář a štukatér (* 30. listopadu 1735)
- 1833 – Kateřina Veronika Anna Dusíková, klavíristka, harfenistka a skladatelka (* 8. března 1769)
- 1878 – Albín Mašek, varhaník a skladatel (* 10. října 1804)
- 1858 – Jan Šantl, právník, dramatik, hudební skladatel a politik (* 15. května 1798)
- 1883 – Karel Drahotín Villani, liberální politik a básník (* 28. ledna 1818)
- 1906 – Josef Klika, pedagog, komeniolog a překladatel (* 28. ledna 1857)
- 1913 – Bohumil Hanč (* 19. listopadu 1886) a Václav Vrbata (* 11. října 1885), běžci na lyžích, tragicky zahynuli během závodu v Krkonoších
- 1921 – František Šulc, papežský komoří (* 8. července 1851)
- 1922 – Alfons Bohumil Šťastný, český spisovatel a překladatel (* 30. července 1866)
- 1936 – Rudolph von Procházka, český německojazyčný právník a skladatel (* 23. února 1864)
- 1942 – František Vahala, architekt a výtvarník (* 3. července 1881)
- 1945 – Karel Veselý-Jilemský, hudební skladatel (* 26. srpna 1915)
- 1950 – Jan Znoj, sochař (* 12. března 1905)
- 1952 – Josef Václav Bohuslav, soudce Ústavního soudu (* 12. prosince 1863)
- 1955 – Celâl Şengör, turecký geolog
- 1967 – Antonín Pelc, karikaturista, malíř a ilustrátor (* 16. ledna 1895)
- 2004 – Jan Kristofori, malíř, galerista a grafik (* 17. července 1931)
- 2010 – Zdeněk Mařatka, lékař – gastroenterolog (* 27. června 1914)
- 2013 – Čestmír Císař, ministr školství vlády ČSSR (* 2. ledna 1920)
- 2014 – Zdeněk Kabelka, český lékař, pediatr a otorhinolaryngolog (* 15. prosince 1951)
- 2018 – Karel Stretti, český restaurátor výtvarných děl (* 29. června 1943)

### Svět

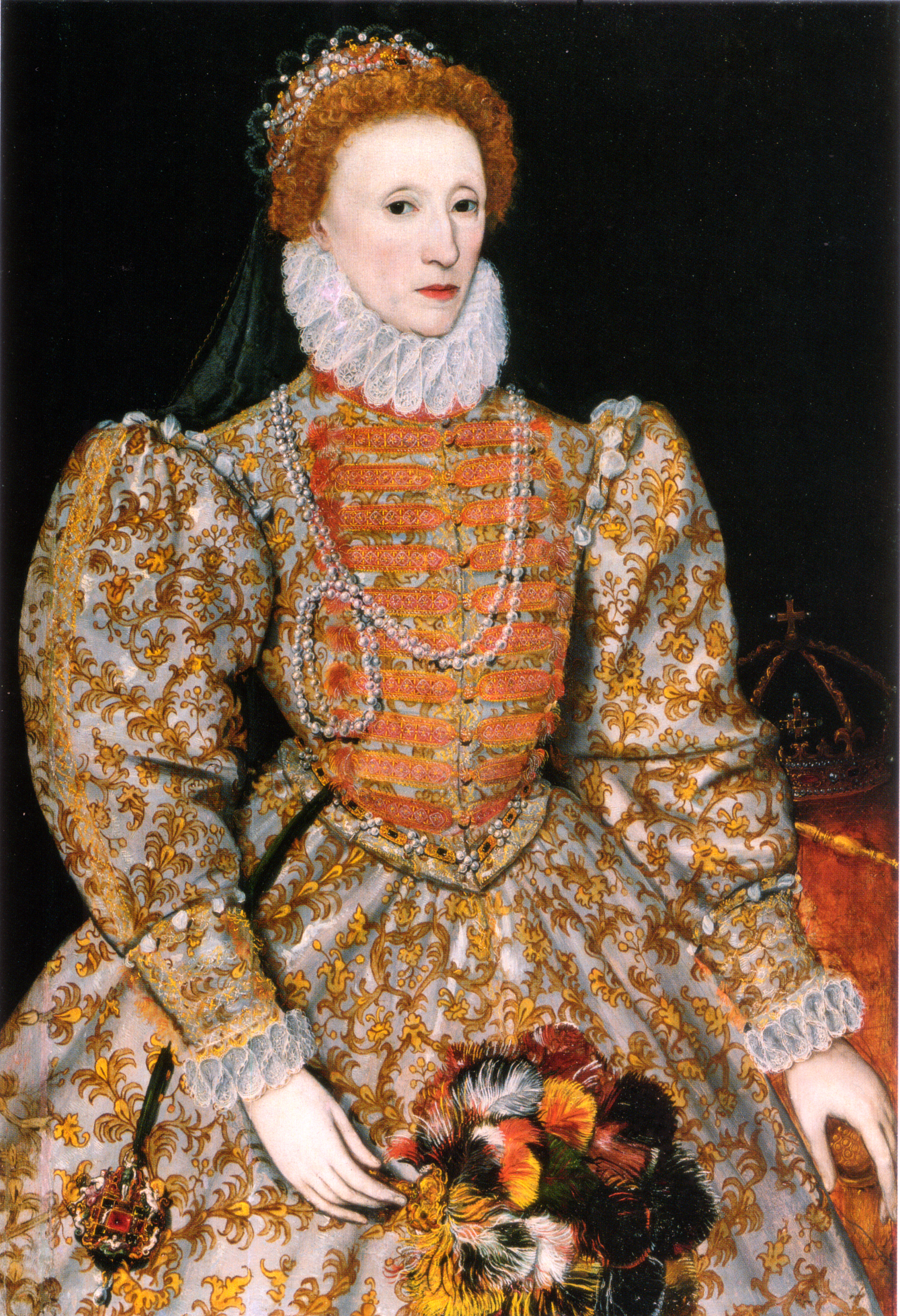
Alžběta I. († 1603)

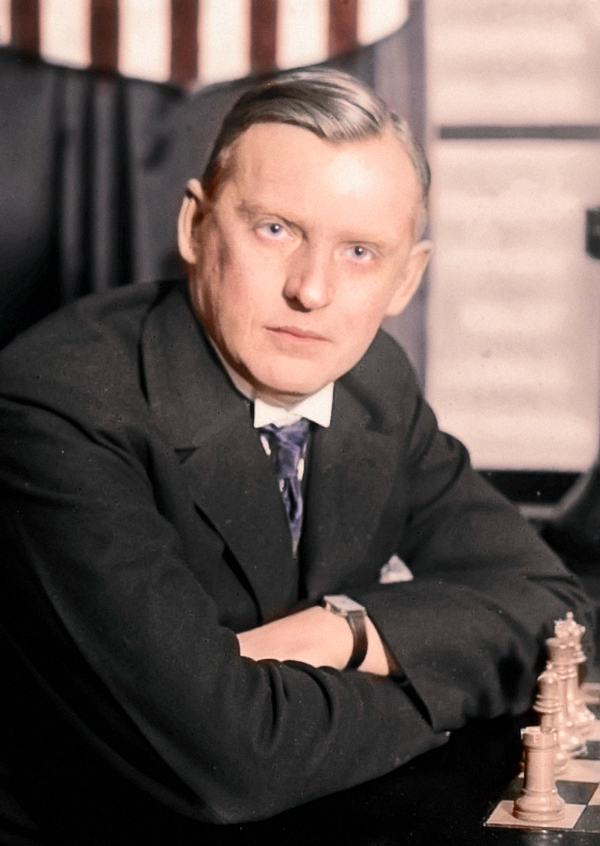
Alexandr Aljechin († 1946)

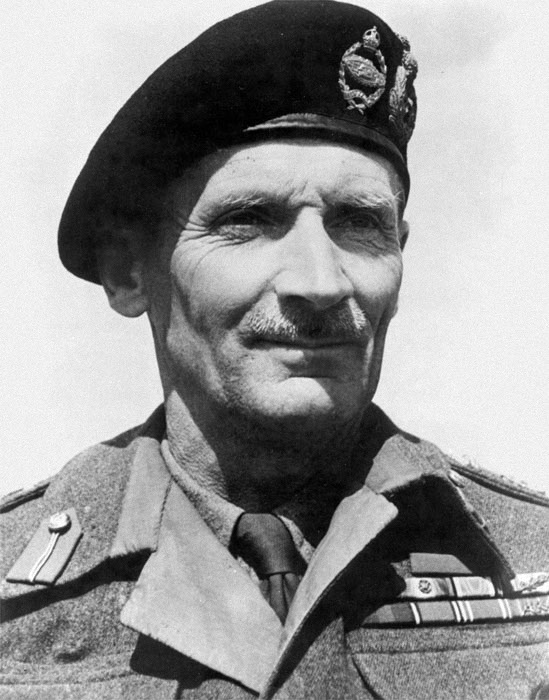
Bernard Montgomery († 1976)

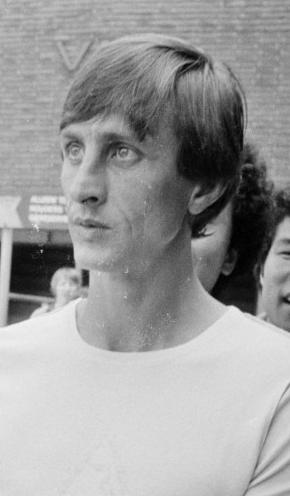
Johan Cruijff († 2016)

- 1275 – Beatrix Anglická, bretaňská vévodkyně z dynastie Plantagenetů (* 25. června 1242)
- 1284 – Hugo III. Kyperský, král kyperský a jeruzalémský (* 1235)
- 1317 – Jan V. Braniborský, braniborský markrabě (* 1302)
- 1394 – Konstancie Kastilská, vévodkyně z Lancasteru (* 1354)
- 1455 – Mikuláš V., papež (* 1397)
- 1602 – Naomasa Ii, japonský daimjó (* 4. března 1561)
- 1603 – Alžběta I., královna Anglie a Irska (* 7. září 1533)
- 1630 – Ješaja Horowitz, židovský rabín a učenec (* 1565)
- 1644 – Cecílie Renata Habsburská, polská královna, manželka polského krále Vladislava IV. Vasy (* 16. července 1611)
- 1751 – Ján Pálfi, uherský šlechtic, palatin, zemský soudce a chorvatský bán (* 20. srpna 1663)
- 1776 – John Harrison, anglický hodinář a vynálezce (* 24. března 1693)
- 1794 – Jacques-René Hébert, francouzský revolucionář (* 15. listopadu 1757)
- 1801 – Didak Josef z Cádizu, španělský kněz, kazatel a spisovatel, blahoslavený (* 30. března 1743)
- 1805 – Alois I. z Lichtenštejna, lichtenštejnský kníže (* 14. května 1759)
- 1818 – Humphry Repton, anglický zahradní architekt (* 21. dubna 1752)
- 1832 – Marie Anna Saská, velkovévodkyně toskánská (* 15. listopadu 1799)
- 1844 – Bertel Thorvaldsen, dánský sochař (* 19. listopadu 1770)
- 1846 – Georg Friedrich Erdmann Klette von Klettenhof, slezský evangelický šlechtic (* 20. února 1766)
- 1866 – Marie Amálie Neapolsko-Sicilská, manželka posledního francouzského krále Ludvíka Filipa (* 26. dubna 1782)
- 1869 – Antoine-Henri Jomini, francouzský důstojník a vojenský teoretik (* 6. března 1779)
- 1877 – Walter Bagehot, anglický bankéř a novinář (* 3. února 1826)
- 1882
  - Bertall, francouzský karikaturista a fotograf (* 18. prosince 1820)
  - Henry Wadsworth Longfellow, americký básník (* 27. února 1807)
- 1889 – Karol Heiller, bratislavský kazatel a titulární biskup (* 12. února 1811)
- 1902 – Josef Löwy, rakouský malíř a dvorní fotograf (* 16. srpna 1834)
- 1905 – Jules Verne, francouzský spisovatel (* 8. února 1828)
- 1908 – Spencer Cavendish, 8. vévoda z Devonshiru, britský státník a šlechtic (* 23. července 1833)
- 1909 – John Millington Synge, irský spisovatel (* 16. dubna 1871)
- 1911 – Dragan Cankov, bulharský politik (* 9. listopadu 1828)
- 1916 – Enrique Granados, španělský hudební skladatel a klavírista (* 27. července 1867)
- 1919 – Franz Metzner, německý sochař (* 18. listopadu 1870)
- 1921 – Kornel Divald, uherský spisovatel, historik umění a fotograf (* 21. května 1872)
- 1926 – Albion Woodbury Small, americký sociolog (* 11. května 1854)
- 1928 – Wilhelm Karl von Urach, německý šlechtic (* 3. března 1864)
- 1940 – Édouard Branly, francouzský fyzik (* 23. října 1844)
- 1942 – Anton Drexler, německý politik, předseda nacistické strany NSDAP (* 13. června 1884)
- 1944 – Orde Wingate, britský tvůrce speciálních vojenských jednotek (* 26. února 1903)
- 1946
  - Alexandr Alexandrovič Aljechin, ruský šachista (* 1892)
  - Carl Schuhmann, německý gymnasta, čtyřnásobný olympijský vítěz v roce 1896 (* 12. května 1869)
- 1948 – Nikolaj Berďajev, ruský křesťanský filosof (* 18. března 1874)
- 1953 – Marie z Tecku, britská královna, manželka Jiřího V. (* 26. května 1867)
- 1962 – Auguste Piccard, švýcarský vzduchoplavec a fyzik (* 28. ledna 1884)
- 1969 – Joseph Kasavubu, první prezident Demokratické republiky Kongo (* 1910)
- 1971
  - Arne Jacobsen, dánský architekt (* 11. února 1902)
  - Hubert Salvátor Rakousko-Toskánský, arcivévoda rakouský a princ toskánský (* 30. dubna 1894)
- 1973 – Chajim Hazaz, izraelský spisovatel (* 16. září 1898)
- 1975 – Simone Martin-Chauffierová, francouzská spisovatelka (* 29. srpna 1902)
- 1976 – Bernard Montgomery, britský maršál (* 1887)
- 1977 – Conrad Felixmüller, německý expresionistický malíř (* 21. května 1897)
- 1980 – Óscar Romero, salvadorský kněz, arcibiskup ze San Salvadoru, neoficiální světec (* 15. srpna 1917)
- 1985 – Georges Henri Rivière, francouzský muzeolog (* 7. června 1897)
- 1986 – Michael Černohorský, černohorský korunní princ (* 14. září 1908)
- 1995 – Joseph Needham, britský biochemik, historik a sinolog (* 9. prosince 1900)
- 1998
  - António Ribeiro, portugalský kardinál (* 21. května 1928)
  - Denis Charles, americký bubeník (* 4. prosince 1933)
- 1999 – Val Valentin, portorický zvukový inženýr (* 6. ledna 1920)
- 2003
  - Zdzisław Krzyszkowiak, polský olympijský vítěz v běhu na 3000 metrů překážek (* 3. srpna 1929)
  - Hans Hermann Groër, rakouský kardinál a vídeňský arcibiskup (* 13. října 1919)
- 2008 – Richard Widmark, americký filmový herec (* 26. prosince 1914)
- 2009
  - Igor Stělnov, ruský hokejista (* 12. února 1963)
  - Uriel Jones, americký bubeník (* 13. června 1934)
- 2013
  - Deke Richards, americký hudební producent a skladatel (* 8. dubna 1944)
  - Peter Duryea, americký herec (* 14. července 1939)
- 2016 – Johan Cruijff, nizozemský fotbalista (* 25. dubna 1947)
- 2017 – Hubert Hammerer, rakouský sportovní střelec (* 10. září 1925)
- 2018 – Lys Assia, švýcarská zpěvačka a historicky první vítězka soutěže Eurovision Song Contest (* 3. března 1924)
- 2020
  - Manu Dibango, kamerunský zpěvák, saxofonista a hráč na vibrafon (* 12. prosince 1933)
  - Albert Uderzo, francouzský kreslíř a ilustrátor (* 25. dubna 1927)
  - Bill Rieflin, americký hudebník (* 29. září 1960)
- 2022 – Dagny Carlssonová, švédská blogerka (* 8. května 1912)
- 2023 – Gordon Moore, americký podnikatel, spoluzakladatel Silicon Valley (* 3. ledna 1929)

## Svátky

### Česko
- Gabriel
- Zbislav, Zbyslav
- Berta
- Den Horské služby

### Svět
- Světový den boje proti tuberkulóze
- Mezinárodní den za právo na pravdu o hrubém porušování lidských práv a na důstojnost obětí
- Mezinárodní den invalidů
- Slovensko: Gabriel
- Laos: Den armády
- USA: Agriculture Day

### Liturgický kalendář
- Sv. Kateřina Švédská
- Den ochránce nebes
- Den spořádanosti